# Нафранович, Ирина Александровна
Ирина Александровна Нафранович (бел. Ірына Аляксандраўна Нафрановіч; 1 мая 1984, Мядель, Минская область) — белорусская лыжница и биатлонистка, чемпионка и бронзовый призёр Всемирной Универсиады, мастер спорта Республики Беларусь международного класса.

## Карьера
Начала спортивную карьеру, занимаясь лыжным спортом. В 2002 году участвовала в чемпионате мира среди юниоров в Шонахе, где дважды занимала 38-е места (5 км коньком и 15 км классикой), а также была 48-й в гонке на 15 км коньковым стилем. В 2003 году на Зимней Универсиаде в Тарвизио была 27-й в пятикилометровой гонке классикой.
В дальнейшем участвовала в гонках континентального кубка и марафонах. В декабре 2004 года дебютировала на Кубке мира, заняла 50-е место в классическом спринте. В феврале 2005 года впервые поднялась на подиум в марафоне, заняв третье место на 55-километровой гонке в Обераммергау. По итогам сезона 2004/05 заняла четвёртое место в общем зачёте Марафонского лыжного кубка.
На Зимней Универсиаде 2007 в Праджелато выиграла бронзовую медаль в гонке на 5 км, уступив Юстине Ковальчик и Алене Прохазковой, а в гонке преследования была 15-й. В эстафете, в команде с Алёной Санниковой и Ольгой Василёнок завоевала золотую медаль. В том же 2007 году участвовала в чемпионате мира по лыжным видам спорта, была 64-й в классическом спринте и 37-й в масс-старте. В сезоне 2007/08 провела свои последние гонки в рамках лыжного Кубка мира.
В 2009 году в очередной раз приняла участие в Универсиаде, заняла 35-е место в гонке на 5 км свободным стилем и была девятой в эстафете. В сезоне 2009/10 дважды занимала призовые места на второстепенных лыжных турнирах — коньковом спринте в Харькове в рамках Кубка Восточной Европы, и 30-километровом марафоне в Токсово.
В сезоне 2010/11 перешла в биатлон. В своей дебютной гонке на Кубке IBU, в ноябре 2010 года в Бейтостолене, заняла восьмое место, этот результат остался для неё лучшим в карьере. В дальнейшем приняла участие ещё в восьми этапах Кубка IBU. В общем зачёте соревнований заняла 47-е место, набрав 96 очков. На Универсиаде 2011 года в Эрзеруме была 14-й в индивидуальной гонке, 21-й в спринте, 19-й в пасьюте и пятой в масс-старте.
В декабре 2010 года в единственный раз приняла участие в гонке Кубка мира по биатлону, заняла 96-е место в спринте на этапе в Хохфильцене. По окончании сезона 2010/11 завершила спортивную карьеру.
Работает инструктором по физподготовке в Московском отделении Департамента охраны МВД Белоруссии (г. Минск). Входила в состав белорусской делегации на Паралимпиаде-2014 в качестве спортсмена-«лидера», при её участии лыжница Ядвига Скоробогатая завоевала бронзовую медаль в соревнованиях слабовидящих (гонке на 15 км). Также входила в тренерский штаб лыжной сборной на II Зимних юношеских Олимпийских играх в Норвегии (2016).

## Личная жизнь
Окончила среднюю школу № 3 города Мядель (2002), спортивно-педагогический факультет массовых видов спорта БГУФК (2008) и факультет технологий управления и гуманитаризации БНТУ (2012).